# Creadoras de ángeles de Nagyrév
Las Creadoras de ángeles de Nagyrév fueron un grupo de mujeres del pueblo de Nagyrév, en Jász-Nagykun-Szolnok (Hungría), quienes entre 1914 y 1929 envenenaron y mataron a un número estimado de 300 personas (algunos autores, como Béla Bodó, rebaja la cifra de víctimas a 45-50). Suministraron arsénico animadas por una matrona llamada Susanna Fazekas, mujer de Julius Fazekas, nacida Susi Oláh (Fazekas Gyuláné Oláh Zsuzsanna). Su historia es el tema de la película documental The Angelmakers y de la película Hukkle.

## Delitos
La señora Fazekas era una matrona de mediana edad quién llegó a Nagyrév en 1911, con su marido ya desaparecido sin explicación. Entre 1911 y 1921 fue encarcelada 10 veces por realizar abortos ilegales.
En la sociedad húngara de aquel tiempo, el marido futuro de una novia adolescente era seleccionado por sus familiares y era forzada a aceptar la elección de sus padres. El divorcio no era bien visto socialmente, incluso si el marido era un alcohólico o abusivo. Durante la Primera Guerra Mundial, la rural Nagyrév era una ubicación ideal para alojar a los prisioneros aliados de la guerra. Las mujeres que vivían allí a menudo tenían uno o más amantes extranjeros mientras sus maridos estaban fuera. Cuando los hombres regresaron, muchos de ellos no aceptaron a los amantes de sus mujeres e intentaron regresar a su modo de vida anterior, creando una situación inestable. En este tiempo Fazekas empezó en secreto a persuadir a mujeres que deseaban huir de esta situación envenenando a sus maridos utilizando el arsénico.
Después del asesinato inicial de sus maridos, algunas de las mujeres envenenaron también a sus padres, quienes habían devenido una carga para ellas, o para conseguir su herencia. Otras envenenaron a sus amantes, algunas incluso a sus hijos.
El primer envenenamiento en Nagyrév tuvo lugar en 1911, sin relación con la señora Fazekas. Pronto siguieron las muertes de otros maridos, niños y otros familiares. A mediados de la década de 1920, Nagyrév ganó el apodo de "el distrito del asesinato". Se estiman en 45-50 asesinatos en los 18 años que la señora Fazekas vivió en el distrito. Contó con la complicidad de un doctor el pueblo, primo suyo, quién archivó todos los certificados de defunción.

## Captura

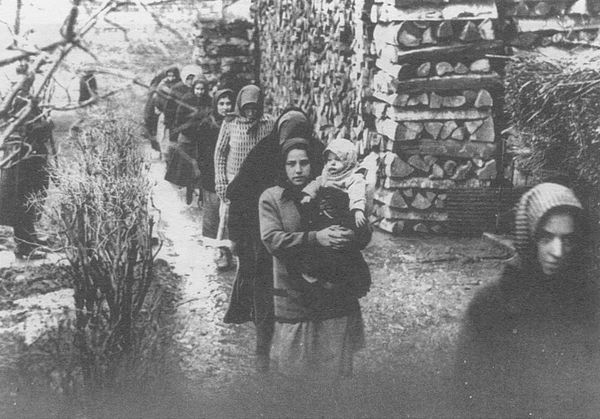
Detenidas en el caso de envenenamiento del arsénico del área de Tiszazug, en la prisión de Szolnok.

Tres casos conflictivos han sido citados para explicar cómo las Creadoras de ángeles fueron detectadas. En primer lugar, una de las Creadoras de ángeles, la enfermera Ladislaus Szabo fue acusada de intento de envenenamiento por dos personas diferentes. Ella señaló a la señora Bukenoveski, quién nombró a la señora Fazekas. Por otra parte, un estudiante médico encontró niveles de arsénico altos en un cuerpo, iniciándose una investigación. Aun así, según Béla Bodó, un autor e historiador húngaro-estadounidense, los asesinatos salieron finalmente a la luz pública en 1929, cuándo una carta anónima al editor de un diario local acusó mujeres de la región de Tiszazug de envenenar a miembros de sus familias. Las autoridades exhumaron docenas de cadáveres del cementerio local. 34 mujeres y un hombre fueron implicados.
Finalmente, 26 de las Creadoras de ángeles fueron juzgadas, entre ellas Susi Oláh. Ocho fueron sentenciadas a muerte pero solo dos fueron ejecutadas. Otras 12 recibieron diferentes penas de prisión.